# Tichosteus
 Tichosteus  (“muro de heso”) es un género dudoso extinto con 2 especies de dinosaurios ornitópodos iguanodontianos que vivieron a finales del período Jurásico, hace 150 millones de años, durante el Kimmeridgiense, en lo que es hoy Norteamérica. Es conocido a partir de vértebras recuperadas en rocas de la Formación Morrison, Colorado, Estados Unidos. 
En 1877 Edward Drinker Cope nombró a la especie tipo Tichosteus lucasanus. El nombre del género se deriva del griego teichos, "muro", y osteon, "hueso", refiriéndose al hecho de que las vértebras, aunque huecas por dentro, no tenía forámenes neumáticos laterales, las aberturas en los muros laterales donde los sacos aéreos invaden el hueso. El nombre de la especie en honor del superintendente de escuelas públicas Oramel W. Lucas, quien recogió dos vértebras para Cope, cerca del río Arkansas. Las vértebras dorsales, formando ambas el holotipo AMNH 5770, y miden cerca de 23 milímetros de largo. Cope estimó que el tamaño del animal era comparable a un aligátor; Charles Craig Mook más tarde lo comparó con el de un lobo. El espécimen representa un individuo subadulto, como se observa en las suturas entre los centros de las vértebras y el arco neural.
En 1878 Cope nombró a una segunda especie: Tichosteus aequifacies. El nombre de esta especie se deriva del Latín aequus, "igual", y facies, "cara", en referencia a las extremidades más simétricas de las vértebras comparadas a las de T. lucasanus. El espécimen tipo, AMNH 5771, de nuevo consiste de dos vértebras.
El propio Cope estaba muy perplejo sobre las afinidades de Tichosteus, sin darle más clasificación aparte del hecho de que lo nombró en un artículo dedicado a los reptiles. Más tarde otros autores frecuentemente consideraron que Tichosteus era un terópodo. A finales del siglo XX se sugirió que pudo haber sido un iguanodontiano basal; ambas especies son consideradas como nomina dubia y son incertae sedis dentro de Ornithopoda.